# 林錦公路

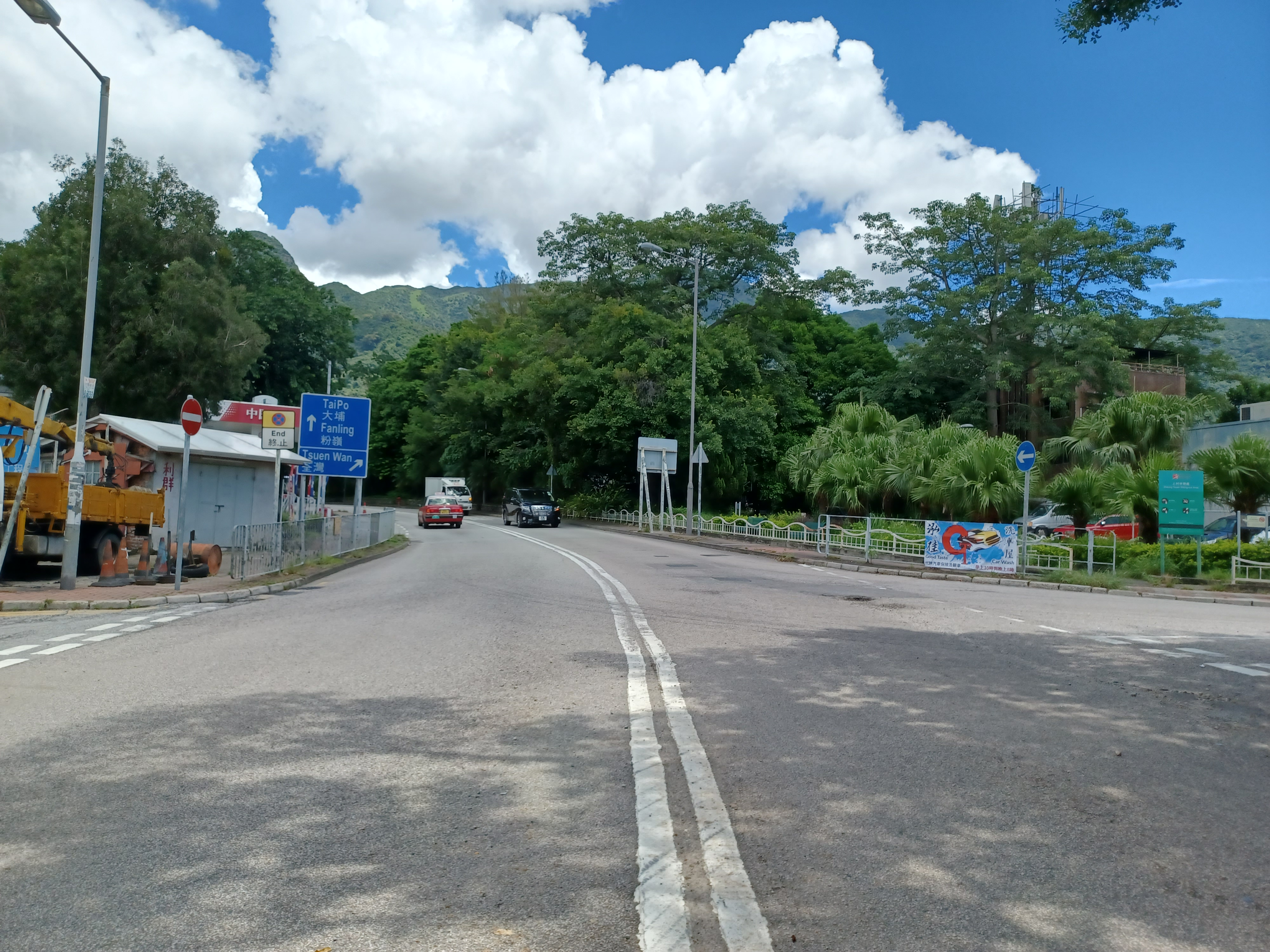
林錦公路近上村的錦田公路及荃錦公路的迴旋處

林錦公路（英語：Lam Kam Road）是來往香港大埔區林村和元朗區錦田的公路，全長5.7公里。公路由位於9號幹線粉嶺公路及吐露港公路交界的林錦公路交匯處始發，穿越大刀屻，在上村的錦田公路及荃錦公路的迴旋處作結。林錦公路全程是一條雙線雙程不分隔的道路，為了在大刀屻至觀音山之間穿過，林錦公路於介乎荃錦公路至嘉道理農場及介乎嘉道理農場至梧桐寨兩段分別為斜度1:8及1:10的長命斜，但東面的林村谷一段則以平路為主。林錦公路乃早期元朗至大埔的主要通道，至1990年代新界環迴公路（現時之9號幹線）通車，此路的重要性已經大大降低，車流一般都是出入沿線鄉村及景點。現時林錦公路是新界的士可途經道路之一。現時除了已獲得於此路行走許可證之車輛外，總長度超過11米的車輛都不可以進入林錦公路。

## 歷史
在1950年代，駐港英軍為改善新界地區交通，先後興建林錦公路、粉錦公路、后海灣路及荃錦公路以利軍事運輸。此路於1949年7月15日動工，並在1950年7月28日通車。林錦公路起初只准軍事車輛和緊急車輛使用，未有許可證之民用車輛一律不得進入，當局更不時派出皇家香港警察杜絕未有許可證之民用車輛駛入公路。不过在公路沿線居民多番爭取下，港英政府在1952年3月9日決定全面开放林錦公路給公眾使用。公路开放為民用道路後一直並没有公共交通途經，直至1953年4月1日，第一代九龍巴士23線（今64K線）投入服務，至今仍為唯一途經全段林錦公路的巴士路線。林錦公路西端最初與粉錦公路交匯，直至1978年9月29日縮短至荃錦公路現址，該段林錦公路改併入錦田公路。
在1988年，港英政府為了配合錦田八鄉的發展，宣佈會将原有的林錦公路進行擴闊工程，並向立法會財委會申請逾六千万港元的撥款。當中介乎康樂園至嘉道理農場一段工程在1994年完成，把原本闊約5.5米的行車道擴闊至7.3米，使該段道路符合現行的公路標準，及在介乎白牛石至嘉道理農場之間陡峭路段增加一段長600米的慢車線。

## 走線
林錦公路位於梧桐寨和林村谷的一段走線大致呈東北－西南走向，凌雲寺一段則呈東西走向。公路現時全長約5.7公里，由林錦公路交匯處始發，途經林村谷和梧桐寨後，便以斜度達1:10的長命斜登上嘉道理農場暨植物園。公路其後以斜度僅為1:8的長命斜下山，在凌雲寺外掠過，最後以連接荃錦公路和錦田公路迴旋處作結。

### 出口
公路現時隸屬大埔區和元朗區兩個行政分區，兩者之间以嘉道理農場暨植物園为界。以下的道路交接點列表中，所有不具命名的小路並不在此列。
| 距離（公里） | 目的地                                                                             | 附註                                                                    |
| ------------ | ---------------------------------------------------------------------------------- | ----------------------------------------------------------------------- |
| 0.0          | 林錦公路交匯處： 9號幹線往吐露港公路及粉嶺公路、往大窩西支路、往大埔公路－大窩段。 | 迴旋處。9號幹線A方向（順時針）往吐露港公路，B方向（逆時針）往粉嶺公路。 |
| 0.16         | 坑溪里                                                                             |                                                                         |
| 0.45         | 林村鄉公所路                                                                       |                                                                         |
| 0.6          | 林村鄉公所路                                                                       |                                                                         |
| 1.2          | 社山路                                                                             |                                                                         |
| 2.3          | 大菴路                                                                             |                                                                         |
| 2.7          | 大埔水窩路                                                                         |                                                                         |
| 3.0          | 寨乪路                                                                             |                                                                         |
| 3.4          | 梧桐寨路                                                                           | 迴旋處。                                                                |
| 5.7          | 荃錦公路、錦田公路                                                                 | 迴旋處。                                                                |

## 現況

### 年平均每日交通流量
以下為2021年林錦公路各段的年平均每日交通流量數據，全段林錦公路被香港運輸署界定為「郊區公路」（Rural Road, RR）。
| 路段                       | （車輛架次） | 估計數據 |
| -------------------------- | ------------ | -------- |
| 林錦公路交匯處至嘉道理農場 | 21,060       | 否       |
| 嘉道理農場至錦田公路       | 20,420       | 是       |

### 用車限制
受林錦公路的路面所限，運輸署於1987年12月15日起規定所有使用林錦公路的車輛長度不得超過11米。用車限制令部份接載旅客前往嘉道理農場暨植物園的客車未能駛入公路，該等車輛須領有許可證才能駛入公路，有部份客車司機更因沒有申請許可證駛入公路而遭檢控，常引起運輸業界不滿。此外，用車限制亦令途經公路的九龍巴士64K線未能換入大型巴士行走，但由於該路線客量已近飽和，因此有區議員要求撤銷公路的用車限制。運輸署稱會研究解決方法，包括在合適地方增設巴士調頭位置，亦需全面檢視整段林錦公路的路況，包括哪些位置可以放寬或需要改善等，以便放寬公路的車身長度限制。
2022年，運輸署於《2022－2023年度巴士路線計劃》中透露，林錦公路梧桐寨段會進行改善工程。當改善工程竣工後，會在該路段設立巴士總站，以便日後將九龍巴士T74線的大埔端之總站延伸至梧桐寨。2023年7月，林錦公路近梧桐寨的迴旋處工程大致完成，運輸署於是聯同巴士公司及警方進行試路，發現迴旋處以東的一段林錦公路行駛車輛長度達12米的巴士的結果屬可行，因此運輸署建議撤銷該段林錦公路的11米車長限制，並就計劃進行公眾諮詢。2025年2月19日起，運輸署容許所有長度的巴士在無需領有許可證下進入梧桐寨路迴旋處以東一段林錦公路。

### 擴建工程
港英政府在90年代擴闊林錦公路時，公路近凌雲寺一段並未有跟隨林村谷段擴建，因為根據1997年研究結果顯示，該段公路相當陡峭，即使進行道路擴闊工和改善彎位的設計，並不足以改善安全標準，加上公路車流偏低，舊有設計已可應付需求。
在2007年，路政署透過「錦田公路及林錦公路餘段改善工程」中，計劃将林錦公路凌雲寺段提升至符合現代標準的雙線雙程不分隔公路，並就此開展了相关工程初步設計、土地勘測及相關影響評估工作，並期望在2011年展开相关工程，但工程卻一度不了了之。直至2013年，時任元朗區議會主席梁志祥和區議員黎偉雄追問路政署工程進度時，路政署才指出擴闊工程只涉及地區性路面擴闊，但造價相當高昂，以「衡量優次、逼切性及公眾利益各範疇皆相比其他工程項目較低」為由決定暫緩工程的推展。元朗區議會其後在2014年成立了「爭取擴闊林錦公路及錦田公路工作小組」，目的是與有關政府部門商討如何盡快落實擴闊林錦公路及錦田公路餘段，以配合元朗區發展需要。
直至2019年7月，路政署才向元朗區議會重提林錦公路元朗段的擴建方案，內容和2007年時的方案無異。有議員要求盡快於公路元朗段興建額外行車線路及改善彎位狹窄及斜度問題，運輸署指工程團隊會在設計時考慮現場情況，並審視彎位狹窄問題，當局會在申請工程撥款前再向鄉事委員會及區議會匯報最終方案